# Rockshausen
Rockshausen ist ein Ortsteil der Gemeinde Wabern im nordhessischen Schwalm-Eder-Kreis.

## Geographische Lage
Das kleine Dorf liegt ca. 6 Kilometer entfernt von Wabern und 35 Kilometer entfernt von Kassel in Nordhessen. Durch den Ort verläuft die Kreisstraße 21. In Rockshausen gibt es nur fünf Straßen: Hesseroderstraße, Hinter den Gärten, Sandweg, Adamsweg und Tränkepfad.

## Geschichte

### Ortsgeschichte
Die Schreibweise des Ortsnamens wechselte im Laufe der Jahrhunderte häufig: Rucheshusen, Ruckishusen, Rukishusen (1269); Rukeshusin (1273); Rueshusen (1279); Ruckeshusin (1322); Ruckishusin (1338 und um 1350); Rockishusin (1398); Rockeshusen (1416); Rackeshusen, Rauckirshusin (1434); Rockßhußen (1446); Rogkenhusen (1467); Rockeshusen (1485); Rockßhusen (1513); Ruckeshausen (1535); Ruckershausen (1540); Rockeshausen (1575/85); Rockshausen (1609).
Um 1228 wird Rockshausen als Rucheshusen soweit bekannt erstmals urkundlich erwähnt, als der Propst Arnold des Prämonstratenserinnenklosters Eppenberg dem von ihm neu gegründeten Kloster St. Georg in Homberg dort Güter übergab. Im Jahr 1332 besaß das Kloster eine Hufe, die es vom Kloster Eppenberg erhalten hatte. Um 1338 oder 1350 hatte Wigand Holzadel zwei Mansen in Rockshausen als Homberger Burglehen. 1338 war Rockshausen landgräfliches Lehen derer von Falkenberg und wurde als „iurisdictio ville“ bezeichnet. Hermann von Falkenberg verpfändete 1416 ein Gut im Ort an Hermann Lugelin Ab 1434 war der Ort eine Wüstung (Ab 1575, spätestens ab 1585 wurden wieder acht Hausgesesse erwähnt). Die Brüder von Falkenberg verkauften 1467 dem Kloster Haina den Getreidezins aus ihren Vorwerken und Höfen in Rockshausen. 1485 überschrieb Hans von Falkenberg seinen Teil am Gut Rockshausen seiner Frau. Die Kinder und die Witwe des Thilo von Falkenberg erbten 1535 drei Höfe im Ort. 1540 überschrieb der Kasseler Bürger Albert Kregel seinem Onkel seinen freien Hof in Rockshausen. Ab 1575 gehörte der Ort zum Amt Homberg, die niedere Gerichtsbarkeit hatten die von Falkenberg, das peinliche Gericht hatte der Landgraf inne. Landgraf Moritz von Hessen-Kassel erwarb 1606 das Dorf und den Zehnten von Georg von Falkenberg, dem 1613 verschiedenen letzten männlichen Spross der Herren von Falkenberg. 1616 schenkte Landgraf Moritz Rockshausen seiner zweiten Ehefrau Juliane und seinem jüngsten Sohn Moritz; der Ort gehörte von da an als Erblehen zu Hessen-Rotenburg. Kaiser Ferdinand II. bestätigte diese Schenkung im Jahr 1628. Im Jahr 1742 gehörte der Ort wieder zum Amt Homberg. Im Jahre 1829 kaufte Ernst von Blumenstein das Gut Rockshausen von seinem Halbbruder Victor Amadeus, dem letzten Landgrafen von Hessen-Rotenburg.
Während der Zeit des Königreichs Westphalen, vom 7. Dezember 1907 bis zum 26. Oktober 1813, gehörte Rockshausen zum Kanton Homberg im Distrikt Hersfeld. Danach kam der Ort wieder zum hessischen Amt Homberg. Bei der Verwaltungsreform im Kurfürstentum Hessen im Jahre 1821 kam Rockshausen zum Kreis Homberg und dem Justizamt Homberg. Nach der Annexion des Kurfürstentums durch Preußen im Jahre 1866 gehörte der Ort ab 1867 zum Amtsgericht und Kreis Homberg, ab 1932 dann zum zusammengelegten Kreis Fritzlar-Homberg, der 1939 in Landkreis Fritzlar-Homberg umbenannt wurde und 1974 im Schwalm-Eder-Kreis aufging.
Zum 31. Dezember 1971 fusionierten die Gemeinden Wabern, Falkenberg, Hebel, Rockshausen, Udenborn, Unshausen, Uttershausen und Zennern freiwillig zur neuen Großgemeinde Wabern. Für alle durch die Gebietsreform eingegliederten Gemeinden, sowie die Kerngemeinde Wabern, wurde je ein Ortsbezirk mit Ortsbeirat und Ortsvorsteher nach der Hessischen Gemeindeordnung eingerichtet.

### Wüstungen
Wüstung Apostelkirche
Die Wüstung Apostelkirche befand sich im Südwesten der Gemarkung und erschien unter dem Flurnamen „Unter der Kirche“. Der Ort wurde vermutlich im Dreißigjährigen Krieg zerstört. Letztmals wurde der Ort 1648 erwähnt.
Wüstung Streithof
Nördlich des Dorfes befand sich die Wüstung Streithof. Diese war im Besitz der Herren von Falkenberg und wurde 1521 erstmals erwähnt. Wann der Ort wüst fiel, ist nicht bekannt.

### Gerichtslinde

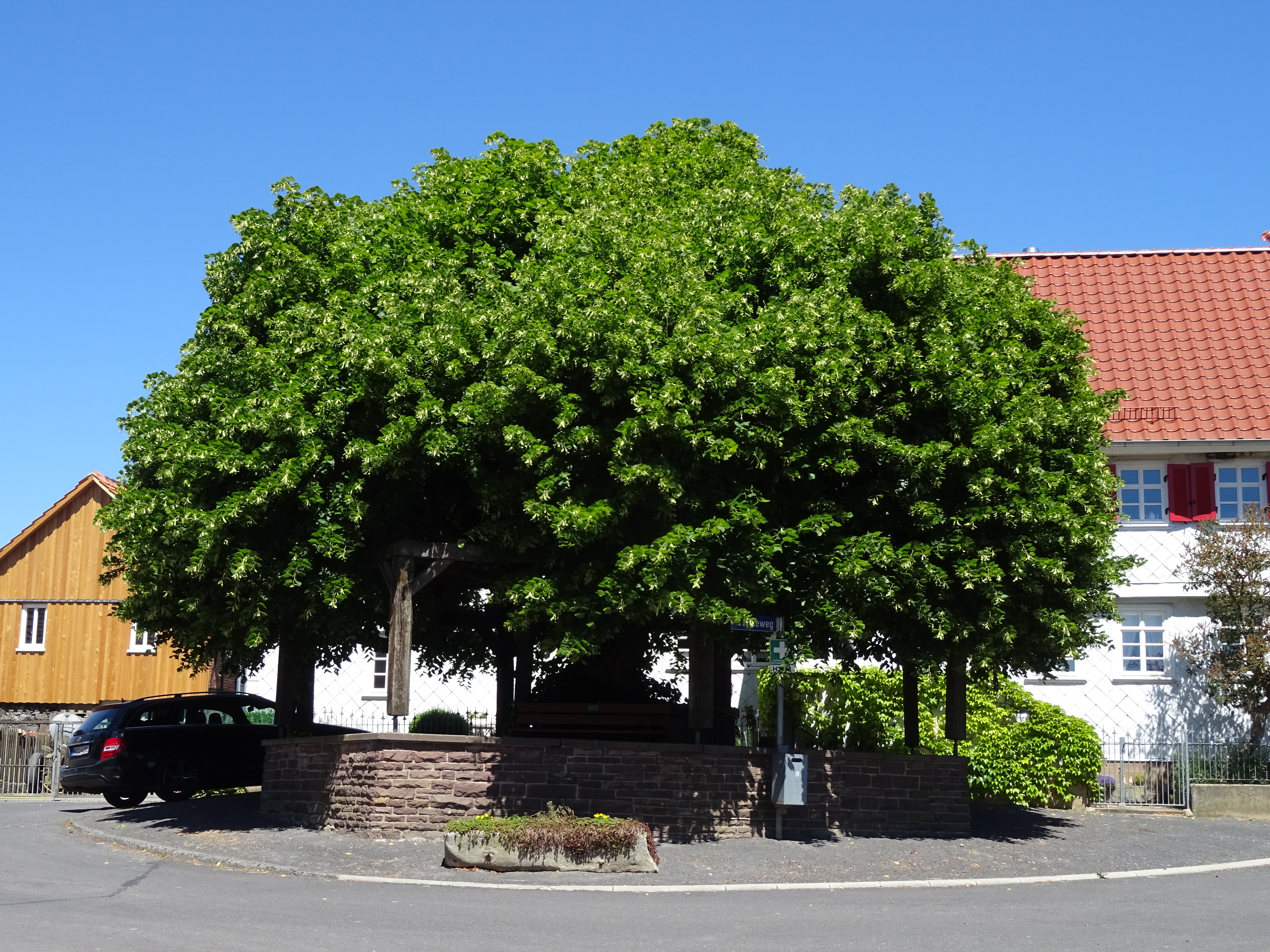
Gerichtslinde Rockshausen

In Rockshausen findet sich eine geleitete Linde, die als Gerichtslinde diente und heute als Naturdenkmal ausgewiesen ist. Die Linde wurde 1710 von Johann Martin Otto anlässlich der Taufe seines Enkels Martin Otto gepflanzt. 1787 wurde vor der Linde ein Steintisch aufgestellt.

## Bevölkerung
Einwohnerstruktur 2011
Nach den Erhebungen des Zensus 2011 lebten am Stichtag, dem 9. Mai 2011, in Rockshausen 72 Einwohner. Darunter waren keine Ausländer.
Nach dem Lebensalter waren 21 Einwohner unter 18 Jahren, 24 zwischen 18 und 49, 18 zwischen 50 und 64 und 9 Einwohner waren älter. Die Einwohner lebten in 27 Haushalten. Davon waren 3 Singlehaushalte, 9 Paare ohne Kinder und 9 Paare mit Kindern, sowie 3 Alleinerziehende und keine Wohngemeinschaften. In 3 Haushalten lebten ausschließlich Senioren und in 18 Haushaltungen lebten keine Senioren.
Einwohnerentwicklung
| Quelle: Historisches Ortslexikon |                            |
| • 1434:                          | wüst                       |
| • 1575/85:                       | 8 Hausgesesse              |
| • 1742/47:                       | 12 Häuser bzw. Hausgesesse |

| Rockshausen: Einwohnerzahlen von 1834 bis 2020 | Rockshausen: Einwohnerzahlen von 1834 bis 2020 | Rockshausen: Einwohnerzahlen von 1834 bis 2020 | Rockshausen: Einwohnerzahlen von 1834 bis 2020 | Rockshausen: Einwohnerzahlen von 1834 bis 2020 |
| --- | ---------------------------------------------- | ---------------------------------------------- | ---------------------------------------------- | ---------------------------------------------- |
| Jahr |                                                |                                                |                                                | Einwohner                                      |
| 1834 | 1834                                           |                                                | 110                                            | 110                                            |
| 1840 | 1840                                           |                                                | 110                                            | 110                                            |
| 1846 | 1846                                           |                                                | 111                                            | 111                                            |
| 1852 | 1852                                           |                                                | 131                                            | 131                                            |
| 1858 | 1858                                           |                                                | 124                                            | 124                                            |
| 1864 | 1864                                           |                                                | 118                                            | 118                                            |
| 1871 | 1871                                           |                                                | 116                                            | 116                                            |
| 1875 | 1875                                           |                                                | 122                                            | 122                                            |
| 1885 | 1885                                           |                                                | 127                                            | 127                                            |
| 1895 | 1895                                           |                                                | 109                                            | 109                                            |
| 1905 | 1905                                           |                                                | 103                                            | 103                                            |
| 1910 | 1910                                           |                                                | 104                                            | 104                                            |
| 1925 | 1925                                           |                                                | 107                                            | 107                                            |
| 1939 | 1939                                           |                                                | 88                                             | 88                                             |
| 1946 | 1946                                           |                                                | 204                                            | 204                                            |
| 1950 | 1950                                           |                                                | 192                                            | 192                                            |
| 1956 | 1956                                           |                                                | 138                                            | 138                                            |
| 1961 | 1961                                           |                                                | 114                                            | 114                                            |
| 1967 | 1967                                           |                                                | 93                                             | 93                                             |
| 1980 | 1980                                           |                                                | ?                                              | ?                                              |
| 1990 | 1990                                           |                                                | ?                                              | ?                                              |
| 2000 | 2000                                           |                                                | ?                                              | ?                                              |
| 2006 | 2006                                           |                                                | 70                                             | 70                                             |
| 2011 | 2011                                           |                                                | 72                                             | 72                                             |
| 2015 | 2015                                           |                                                | 74                                             | 74                                             |
| 2020 | 2020                                           |                                                | 70                                             | 70                                             |
| Datenquelle: Historisches Gemeindeverzeichnis für Hessen: Die Bevölkerung der Gemeinden 1834 bis 1967. Wiesbaden: Hessisches Statistisches Landesamt, 1968. Weitere Quellen: LAGIS; Gemeinde Wabern, Zensus 2011 |                                                |                                                |                                                |                                                |

Historische Religionszugehörigkeit
| Quelle: Historisches Ortslexikon |                                                                    |
| • 1861:                          | alle Einwohner evangelisch-reformierte                             |
| • 1885:                          | 127 evangelische (= 100 %) Einwohner                               |
| • 1961:                          | 100 evangelische (= 87,72 %), 14 katholische (= 12,28 %) Einwohner |

Historische Erwerbstätigkeit
| • 1961 | Erwerbspersonen: 31 Land- und Forstwirtschaft, 17 Produzierendes Gewerbe, 1 Handel und Verkehr, 1 Dienstleistungen und Sonstiges |

## Politik
Für Rockshausen besteht ein Ortsbezirk (Gebiete der ehemaligen Gemeinde Rockshausen) mit Ortsbeirat und Ortsvorsteher nach der Hessischen Gemeindeordnung. Der Ortsbeirat besteht aus fünf Mitgliedern.
Bei den Kommunalwahlen in Hessen 2021 betrug die Wahlbeteiligung zum Ortsbeirat Rockshausen 86,79 %. Alle Kandidaten gehörten der Liste „Freie Wähler Rockshausen“ an. Der Ortsbeirat wählte Carsten Saur-Hess zum Ortsvorsteher.